# Juwan Morgan
Juwan Christopher Morgan (ur. 17 kwietnia 1997 w Waynesville) – amerykański koszykarz występujący na pozycji niskiego skrzydłowego, od 2023 zawodnik Runa Basket Moskwa. 
W 2015 wziął udział w meczu gwiazd amerykańskich szkół średnich – Derby Classic. W 2017 wziął udział w turnieju Adidas Nations Counselors. 
1 grudnia 2020 przedłużył umowę z Utah Jazz. 11 września 2021 został zawodnikiem Boston Celtics. 15 października 2021 opuścił klub. 23 października 2021 dołączył do Maine Celtics. 22 grudnia 2021 zawarł 10-dniową umowę z Toronto Raptors. 3 stycznia 2022 trafił ponownie do Maine Celtics. 28 marca 2022 podpisał 10-dniowy kontrakt z Boston Celtics. 9 kwietnia 2022 przedłużył umowę do końca sezonu. 24 października 2022 został zawodnikiem Ontario Clippers.
11 września 2023 dołączył do rosyjskiego Runa Basket Moskwa.

## Osiągnięcia
Stan na 22 listopada 2023, na podstawie, o ile nie zaznaczono inaczej.
NCAA
- Uczestnik:
  - rozgrywek Sweet 16 turnieju NCAA (2016)
  - turnieju Portsmouth Invitational Tournament (2019)
- Mistrz sezonu regularnego konferencji Big Ten (2016)
- Zaliczony do:
  - I składu turnieju Hoosier Tip-Off Classic (2018)
  - II składu Big Ten (2018)
  - III składu Big Ten (2019)
  - składu honorable mention Big Ten (2019 przez trenerów)